# Fabián Marulanda López
Fabián Marulanda López (Marulanda, 27 de dezembro de 1933) é um clérigo colombiano da Igreja Católica Romana e ex-bispo de Florencia.
Fabián Marulanda López foi ordenado sacerdote em 20 de novembro de 1960. 
O Papa João Paulo II o nomeou bispo titular de Pederodiana e bispo auxiliar de Ibagué em 15 de julho de 1986. Foi ordenado bispo pelo Arcebispo de Ibagué, José Joaquín Flórez Hernández, em 6 de novembro do mesmo ano; Os co-consagradores foram Hernando Rojas Ramirez, Bispo de Neiva, e José Agustín Valbuena Jáuregui, Bispo de Valledupar.
Em 22 de dezembro de 1989 foi nomeado Bispo de Florença. Ele renunciou ao cargo em 19 de julho de 2002.